# Pauline Jacobson
Pauline Jacobson är en amerikansk lingvist. 

## Bakgrund och utbildning
Jacobson började sina studier vid University of California, Berkeley 1968 med antropologi som huvudämne. Hon avlade en magisterexamen i språkvetenskap år 1972 och fortsatte som doktorand och disputerande 1977. Hennes doktorsavhandling heter The Syntax of Crossing Coreference Sentences.

## Karriär
Jacobsons forskningsintressen inkluderar semantik och teoretisk lingvistik.
Jacobson arbetar som professor i kognitionsvetenskap och språkvetenskap vid Brown University som hör till Ivy League.

### Utvalda verk
- Jacobson, Pauline 1999: Towards a Variable-Free Semantics, Linguistics and Philosophy, 22, s. 117-184.
- Jacobson, Pauline 1990: Raising as Function Composition, Linguistics and Philosophy, 13, s. 423-475.
- Jacobson, Pauline 2000: Paycheck pronouns, Bach-Peters sentences, and variable-free semantics, Natural Language Semantics, 8, s. 77-155.